# アドルフ・フォン・ベッカー
アドルフ・フォン・ベッカー（Adolf von Becker, 1831年8月14日 - 1909年8月23日）は、フィンランドの画家、美術教師である。ヘルシンキ大学や自らの設立した美術学校で多くの画家を教えた。

## 略歴
ヘルシンキでバルト・ドイツ人に出自を持つ、文筆家、言語学者の息子に生まれた。1848年にフィンランド美術協会が設立した絵画教室で学びながら、ヘルシンキ大学で法律を学び185年に法学の学位を得て、トゥルクの裁判所で法律家の助手になった。写生旅行を続け、トゥルクの美術教師のロベルト・ヴィルヘルム・エクマン(Robert Wilhelm Ekman: 1808-1873)に勧められて1856年にコペンハーゲンのデンマーク王立美術院に入学した。1858年にはパリに移り、トマ・クチュールのスタジオで学ぶが、パリにはなじめず、ドイツに移り、デュッセルドルフ美術アカデミーでカール・ミュラー(Karl Müller: 1818-1893)に学んだ。1859年に再びパリでの修行を始め、パリ国立高等美術学校に入学し、フェリックス＝ジョゼフ・バリアス(Félix-Joseph Barrias:1822-1907)やギュスターヴ・クールベやエルネスト・エベール、レオン・コニエらに学び、学生のレオン・ボナ(1833-1922)やオラフ・イサクセン(Olaf Isaachsen: 1835-1893)からも影響を受けた。1863年と1864年にパリのサロンに出展した。
1868年にマグヌス・フォン・ライト(Magnus von Wright: 1805-1868)の後任としてヘルシンキ大学で絵を教えるためにフィンランドに帰国した。教授の称号は1879年に得た。1870年にスペインに修行の旅にでるなどした後、1872年にヘルシンキに自らの美術学校を設立し、若い画家を教え始めた。アドルフ・フォン・ベッカーが教えた画家にはヘレン・シャルフベック(Helene Schjerfbeck)やエリン・ダニエルソン＝ガンボージ(Elin Danielson-Gambogi)、ヘレナ・ヴェステルマルク(Helena Westermarck)、アクセリ・ガッレン＝カッレラ(Akseli Gallen-Kallela)、エレン・テスレフ(Ellen Thesleff)らがいる。
19世紀の末にはアドルフ・フォン・ベッカーのスタイルは時代遅れであるとされた。1892年に大学での仕事を退職し、パリに移った。1904年にニースに引退し、1909年にスイスのヴヴェイに旅行中に亡くなった。

## 作品

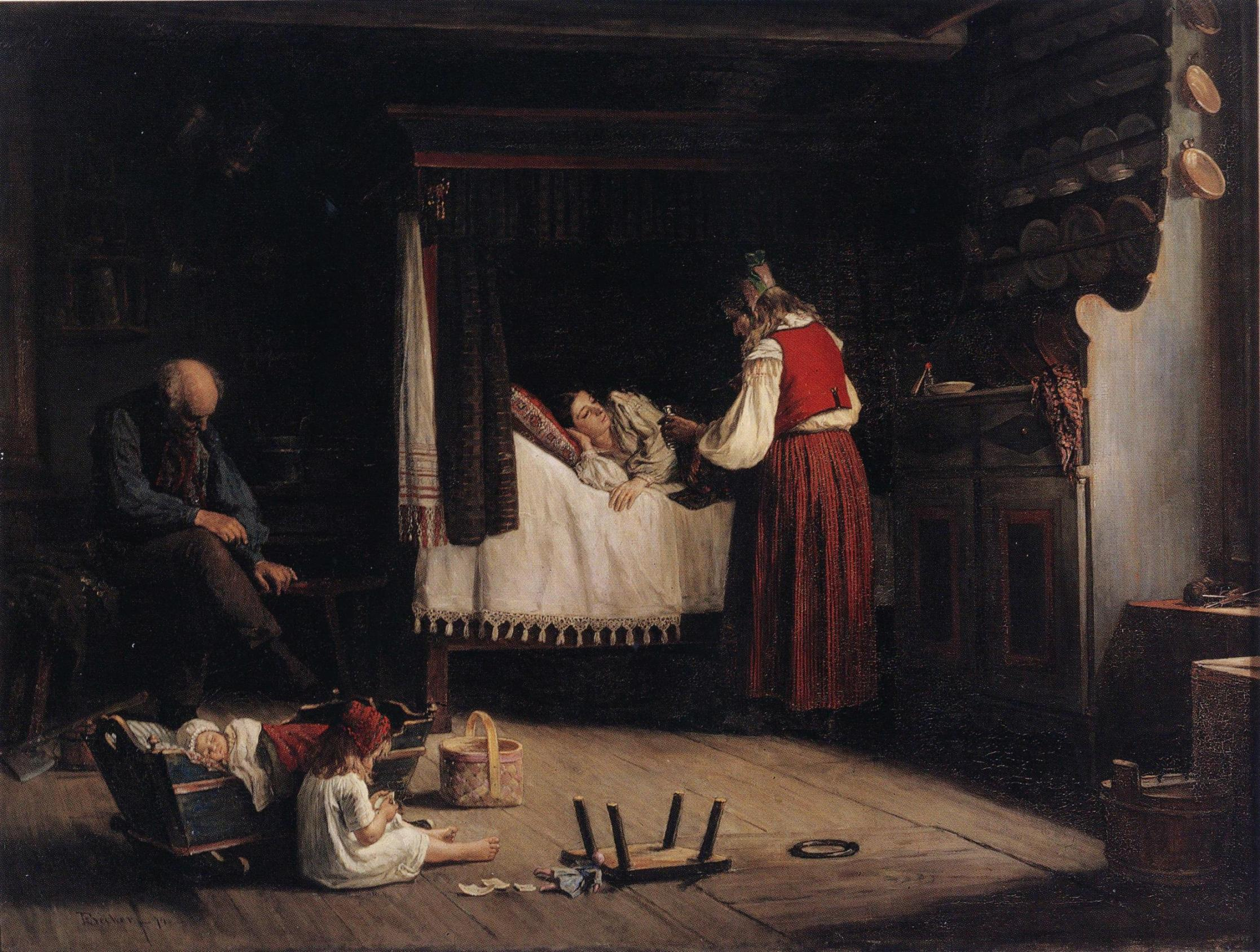
若い母親　 (1874)
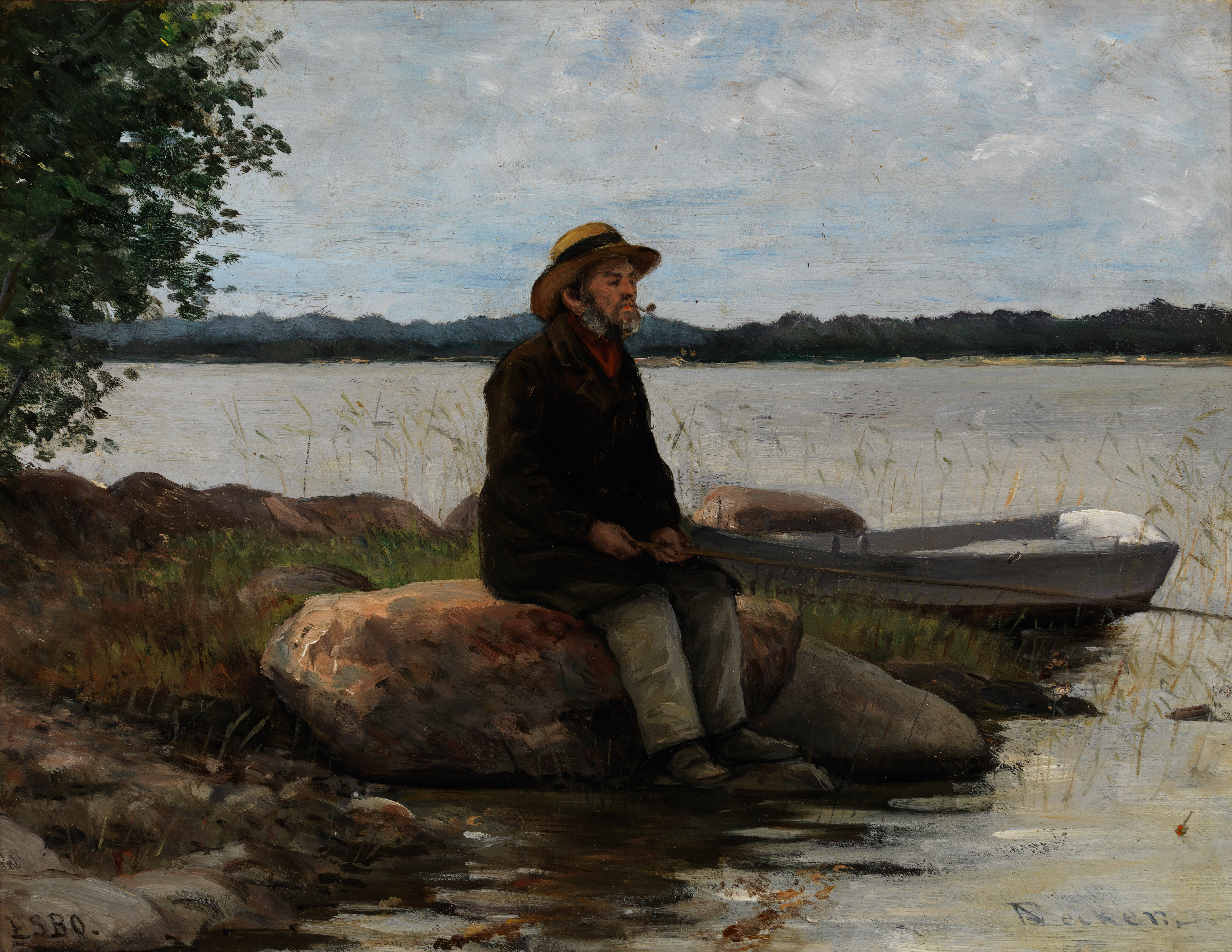
釣り人　(c.1890) EMMA – Espoo Museum of Modern Art
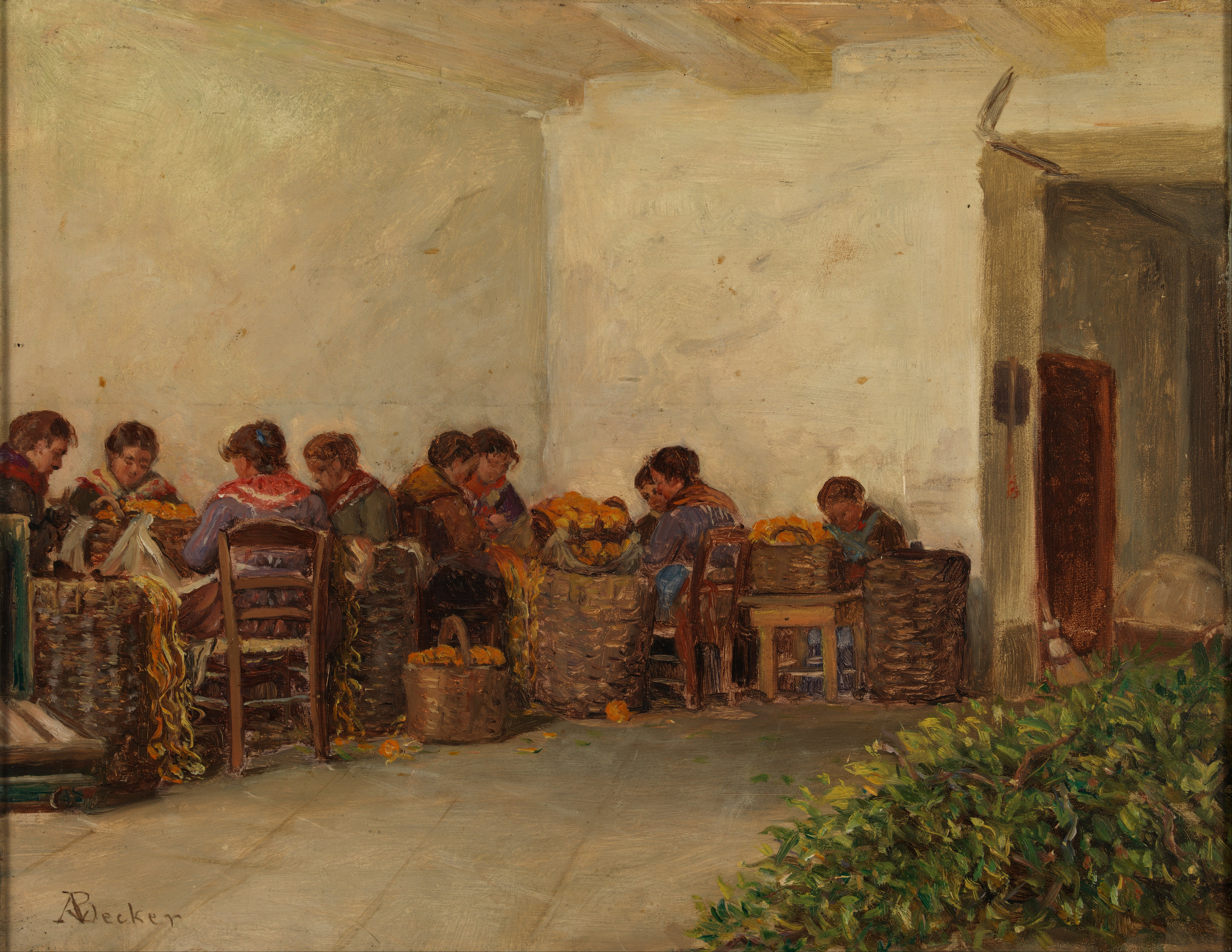
田舎の女たち (1895) EMMA
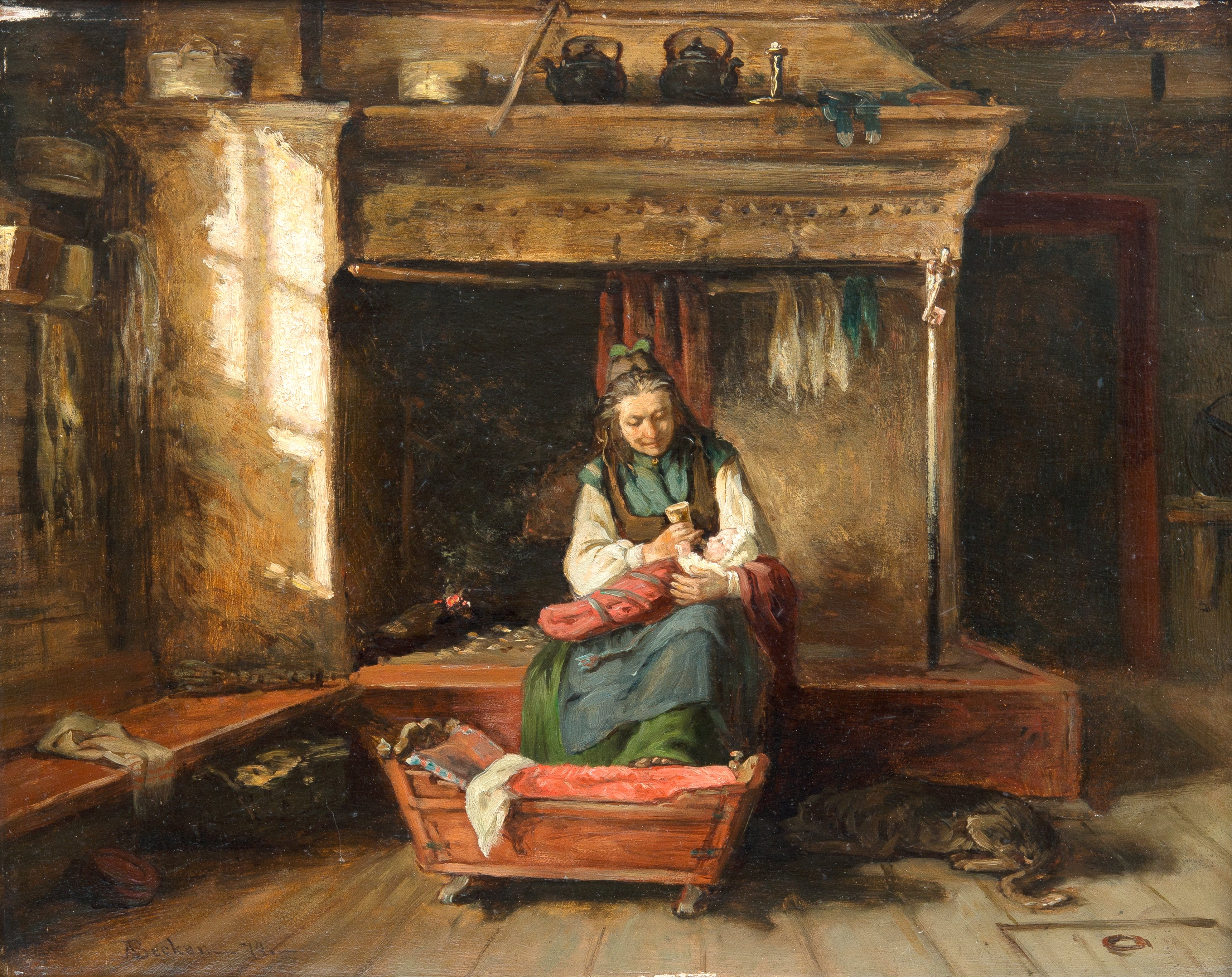
乳児に食事を与える母親